# Харран-аль-Авамід (нохія)
Харран-аль-Авамід (араб. ناحية حران العواميد) — нохія у Сирії, що входить до складу району Дума провінції Дамаск. Адміністративний центр — с. Харран-аль-Авамід.